# Тейлор, Меган
Меган Тейлор (англ. Megan Taylor; 25 октября 1920, Рочдейл, Большой Манчестер — 23 июля 1993, Ямайка) — британская фигуристка, выступавшая в одиночном катании.
Родилась в спортивной семье. Её мать родом из Санкт-Морица, занималась фигурным катанием. Отец — Фил Тейлор — конькобежец, выступал для дочери в роли тренера. Меган начала заниматься фигурным катанием в пять лет. За месяц до девятилетия провела первое публичное выступление.
Меган и её подруга по команде Сесилия Колледж участвовала в Олимпийских играх 1932 года. Они были фактически одного возраста — Колледж было 11 лет и 73 дня, а Тейлор — 11 лет и 108 дней. Тейлор закончила те соревнования на седьмом месте, а Сесилия стала восьмой.
В то время в женском одиночном катании доминировала Соня Хени из Норвегии. Тейлор становилась второй после норвежки на чемпионатах мира 1934 и 1936 годов. После завершения Хени соревновательной карьеры в 1936 году, Тейлор и Колледж конкурировали между собой за первые места.
Колледж выиграла чемпионат мира в 1937 году, а Тейлор победила в 1938 и 1939 годах. На чемпионатах Европы Тейлор трижды завоевала серебро, каждый раз уступив первенство Сесилии Колледж (1937, 1938, 1939).
В 1939 году она перестала соревноваться, после чего начала гастролировать по США и Канаде с развлекательными ледовыми шоу «Ice Follies» и «Ice Capades».

## Результаты
| Соревнования             | 1932 | 1933 | 1934 | 1935 | 1936 | 1937 | 1938 | 1939 |
| ------------------------ | ---- | ---- | ---- | ---- | ---- | ---- | ---- | ---- |
| Олимпийские игры         | 7    |      |      |      |      |      |      |      |
| Чемпионат мира           | 7    | 4    | 2    |      | 2    | 2    | 1    | 1    |
| Чемпионат Европы         |      |      | 4    |      | 3    | 2    | 2    | 2    |
| Чемпионат Великобритании | 1    | 1    | 1    |      |      | 2    | 2    |      |